# شيرلي هودجز
شيرلي هودجز (1943 - ) (بالإنجليزية: Shirley Hodges)‏ هي لاعبة كريكت بريطانية.

## وصلات خارجية
- شيرلي هودجز على موقع إي آس بي آن كريك إنفو (الإنجليزية)